# Veronica filifolia
Veronica filifolia är en grobladsväxtart som beskrevs av Vladimir Ippolitovich Lipsky. Veronica filifolia ingår i släktet veronikor, och familjen grobladsväxter. Inga underarter finns listade i Catalogue of Life.